# Domenico Chiodo

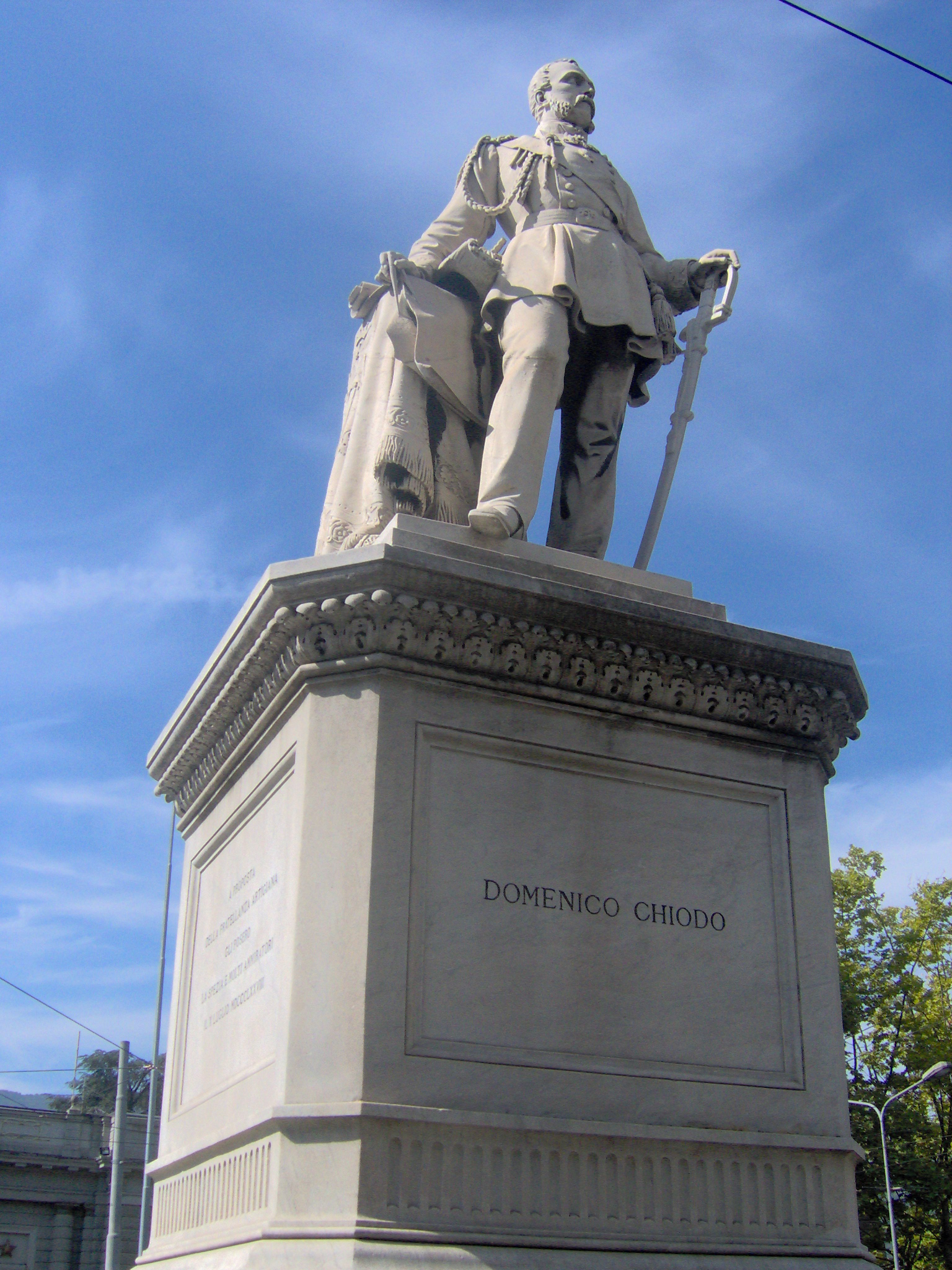
Denkmal für Domenico Chiodo in La Spezia von Santo Varni

Domenico Chiodo (* 30. Oktober 1823 in Genua; † 19. März 1870 in La Spezia) war ein italienischer Marineoffizier, Ingenieur und Architekt.

## Leben
Chiodo wurde 1857 vom piemontesischen Ministerpräsidenten und Marineminister Cavour mit der Planung eines Marinestützpunkts im Golf von La Spezia beauftragt. Hierbei stützte er sich auf Überlegungen und Studien, die es seit der Zeit Napoleons gab. Unter Chiodos Leitung wurde die Marinebasis La Spezia zwischen 1862 und 1869 erbaut. Einige Jahre später erfolgte auf der Grundlage von Chiodos Plänen der Bau der Marinebasis in Tarent. Auch die Modernisierung des Arsenals in Venedig beruhte auf seinen Planungsarbeiten.
Chiodo vertrat Italien bei der Einweihung des Sueskanals. Danach reiste er in den Sudan, wo er an der Malaria erkrankte und wenig später in La Spezia verstarb.
Die Stadt errichtete ihm vor dem Arsenal ein Monument.